# Sof'ja Aleksandrovna Urusova
Principessa Sof'ja Aleksandrovna Urusova, in russo Софья Александровна Урусова? (6 aprile 1804 – Parigi, 17 luglio 1889), è stata una nobildonna russa.

## Biografia
Era la terzogenita di Aleksandr Michajlovič Urusov (1766-1853), e di sua moglie, Ekaterina Petrovna Tatiševa (1775-1855), sorella del diplomatico Dmitrij Pavlovič Tatišev. In famiglia, Sof'ja era solita parlare in inglese.
Nel 1820 venne presentata a corte. Secondo i contemporanei, la sua bellezza suscitò l'invidia di tutti, ma in realtà, era una ragazza gentile e dolce.
Durante le celebrazioni dell'incoronazione, Sof'ja venne notata da Nicola I. Nel 1827 da Mosca si trasferì alla corte di San Pietroburgo e divenne damigella d'onore dell'imperatrice Alessandra Feodorovna.

## Matrimonio
Preoccupato per la sua sorte, l'imperatore voleva farla sposare al nipote Pavel Kostantinovič Aleksandrov, che, pur essendo innamorato della principessa, aveva paura di questo "onore". La zia di Sof'ja, Julija Konopka, vedeva la nipote come la moglie del conte Ivan Illarionovič Voroncov-Daškov.
Il 30 agosto 1832 venne annunciato il fidanzamento di Sof'ja con il principe Leon Hieronim Radziwiłł (1804-1886). La cerimonia ebbe luogo il 28 gennaio 1833.
Con il matrimonio cessò di essere oggetto di scandalo e la società perse interesse per lei.

## Morte
Morì il 17 luglio 1889 a Parigi.